# Procle
|  | Per a altres significats, vegeu «Procle (desambiguació)». |

Procle (llatí: Proclus, grec antic: Πρόκλος) (Constantinoble, 412 - Atenes, 485), anomenat també el Successor o el Diàdoc (grec antic: Πρόκλος ὁ Διάδοχος Próklos ho Diádokhos; llatí: Proclus Lycaeus), va ser un filòsof neoplatònic, contemporani de Plutarc. Fou el cap de l'escola platònica d'Atenes, i un dels darrers representants de la filosofia grega i, alhora, del neoplatonisme.

## Biografia
Procle va néixer en una família benestant de magistrats juristes. Va estudiar retòrica, filosofia i matemàtiques a Alexandria, per tal de ser jurista, i va exercir durant un temps a Constantinoble. No obstant això, va preferir la filosofia, de manera que tornà a Alexandria per estudiar les obres d'Aristòtil. Insatisfet amb el nivell d'estudis filosòfics d'Alexandria, marxà a Atenes l'any 431 per estudiar a l'Acadèmia que havia fundat Plató 800 anys abans. L'any 437 va succeir Sirià d'Alexandria, a la seva mort, com a cap de l'Acadèmia. Va morir als 73 anys.
Fou, tant en la seva filosofia escrita com en la vida pràctica, un home devot, lliurat en cos i ànima a ideals religiosos. Celebrava cada mes les cerimònies de la Gran Mare. Era atent als dies nefastos de la religió egípcia, que admirava, i feia dejuni el darrer dia de cada mes, entre altres pràctiques religioses.
Va morir el 17 d'abril del 485 (data determinada per un eclipsi que va tenir lloc el 13 de gener del 484).

## Doctrina filosòfica
La seva filosofia conté elements teològics i filosòfics no presents en Plotí, destacat filòsof de l'escola neoplatònica. La seva obra consisteix generalment en resums, summes i comentaris; és a dir, l'estil d'escriure era extremadament ordenat, detallat i sistemàtic. En tot cas, gran part de les seves obres són, en l'estat actual de conservació, escrits inacabats i resums incomplets.
D'entre les seves obres, destaquen els comentaris a Plató, i el comentari al llibre primer dels Elements de geometria, d'Euclides, tot i que la seva obra més rellevant, per l'impacte que tindria en la història de la filosofia, és Elements de teologia. L'obra consta de 211 proposicions, cada una seguida d'una demostració, que s'inicien amb l'existència de l'u i acaben amb el descens de les ànimes individuals cap al món material. Es pot dir que és un tipus de dialèctica antiga.
Un mètode habitual en la seva filosofia és la utilització del mètode euclidià i de la reducció a l'absurd. Concretament, Procle utilitza la reducció a l'absurd per tal de negar certes tesis i, a partir d'aquesta negació, afirmar-ne la validesa de les contràries, com ara per a demostrar la transcendència de l'ésser, anterior a les coses materials: "Ja que, perquè una cosa sigui bona i bella, cal que existeixi, abans que aquesta cosa, la idea de la bondat i la bellesa", diu en els seus escrits.
Una diferència entre Plotí i Procle és la necessitat de la pregària. Plotí nega que la pregària sigui imprescindible, i afirma que l'ànima pot arribar a la salvació per si sola, sense necessitar l'ajut de Déu; i Procle afirma, en canvi, tant l'existència inequívoca de Déu, com l'absoluta necessitat de la pregària i de l'ajut de la divinitat, per a la salvació. A més, Procle afirma (com ho faran molts segles després Calví i Luter) que Déu no està obligat a salvar a tothom, i que aquest pot, pel motiu que desitgi, escollir no salvar una determinada persona. Per això, el savi de Constantinoble afirma la importància de mantenir la pregària, encara que aquesta no asseguri del tot la salvació.
Hom pot llegir, en la filosofia de Procle, el seu Himne a Déu, en què descriu la divinitat com una "entitat transcendent a tot, indescriptible amb paraules". Aquest himne és un exemple de la seva personalitat com a escriptor de la majoria de les seves obres.

## Influència
Procle ha tingut una influència significativa en la filosofia occidental. Una versió comentada de la seva obra Elements de teologia va circular en el món àrab amb el nom de Liber de causis, d'autor desconegut. Es va creure durant segles que l'obra era, en realitat, un comentari a la Metafísica d'Aristòtil, però Tomàs d'Aquino va revelar-ne el veritable origen.
L'obra d'E. R. Dodd's, Elements of Theology, del 1933, va revifar l'interès per l'obra de Procle en l'època moderna.

## Llista d'obres
Tot i que Procle escrivia, segons els seus contemporanis, unes set-centes línies cada dia, només s'ha conservat una tercera part de la seva producció.

### Obres conservades
Total o parcialment, es conserven les següents obres:
- 1.	Εἰς τὴν Πλάτωνος Θεολογίαν
- 2.	Στοιχείωσις Θεολογική, Institutio Theologica
- 3.	Comentari sobre el primer Alcibíades de Plató
- 4.	Comentari sobre el Timeu de Plató[7]
- 5.	Notes sobre el Πολιτεία de Plató
- 6.	Comentari sobre el Parmènides de Plató
- 7.	Comentari sobre el Cratylus de Plató,[8]
- 8.	Paràfrasis de passatges de τετράβιβλος σύνταξις de Ptolemeu
- 9.	περὶ κινήσεως, una mena de compendi dels cinc darrers llibres del tractat περὶ φυσικη̂ς ἀκροάσεως d'Aristòtil
- 10.	Υποτύπωσις τω̂ν ἀστρονομικω̂ν ὑποθέσεων
- 11.	Σφαι̂ρα
- 12.	Comentari sobre el primer llibre dels Elements d'Euclides[9]
- 13.	Comentari sobre Εργα καὶ ἡμέραι d'Hesíode (Υπόμνημα εἰς τὰ ̔Ησιόδου ἔργα καὶ ἡμέρας)
- 14.	Χρηστομάθεια γραμματική
- 15.	Επιχειρήματα ιη# κατὰ Χριστιανω̂ν
- 16.	De Providentia et Fato
- 17.	Decemii Dubitationes circa Providentiam (περὶ τω̂ν δέκα πρὸς τὴν Πρόνοιαν ἀπορημάτων)
- 18.	De Malorum Subsistentia (Περὶ τη̂ς τω̂ν κακω̂ν ὑποστάσεω)
- 19.	Un tractat astrològic sobre efectes dels eclipsis
- 20.	Tracta de poesia
- 21.	Cinc himnes
- 22.	Scholia sobre Homer

### Obres perdudes
- 1. Commentari del Philebus de Plató
- 2. Comentari del Phaedrus de Plató
- 3. Defensa del Timeu de Plató contra el ἀντιρρήσεις d'Aristòtil
- 4. Καθαρτικὸς τω̂ν δογμάτων του̂ Πλάτωνος, contra Domnine
- 5. Comentari sobre el Theaetetus de Plató
- 6. Νόμοι, comentari sobre Les Lleis de Plató
- 7. Notes sobre el Εννεάδες de Plotinus
- 8. Μητρωακὴ βίβλος, sobre la mare dels déus
- 9. Εἰς τὴν ̓Ορφέως θεολογίαν
- 10. Περὶ τὰ λόγια
- 11. Comentari sobre Homer
- 12. Περὶ τω̂ν παρ' ̔Ομήρῳ θεω̂ν
- 13. Συμφωνία ̓Ορφέως, Πυθαγόρου καὶ Πλάτωνος
- 14. Sobre ἑνάδες νοηταί, titulat ἀλήθεια, καλλονή, i συμμετρία
- 15. Εἰς τὸν λόγον τη̂ς Διοτίμας περὶ τη̂ς τω̂ν κακω̂ν ὑποστάσεως
- 16. Περὶ ἀγωγη̂ς, sobre disciplina teúrgica
- 17. Diversos himnes i epigrames